# Carole Landis
Carole Landis, född Frances Lillian Mary Ridste den 1 januari 1919 i Fairchild, Wisconsin, död 5 juli 1948 i Pacific Palisades, Los Angeles, Kalifornien, var en amerikansk skådespelare.

## Biografi
Carole Landis, vars far var av norsk härkomst, började delta i olika skönhetstävlingar redan som tolvåring. När hon var femton rymde hon hemifrån och gifte sig med en författare, men de separerade efter bara tre veckor. Hon arbetade sedan en kort tid bland annat som servitris och platsanviserska på en biograf i sin hemstad. Sexton år gammal for hon till San Francisco, där hon fick arbete som sångerska och hula-hula-dansare på en nattklubb. Ett par år senare for hon vidare till Hollywood där hon nästan omgående fick filmroller. 
Under andra världskriget reste hon runt i Stilla havet som fältartist och uppträdde för amerikanska trupper. Hon drabbades då av dysenteri, malaria och en svår lunginflammation. Hennes film Four Jills in a Jeep (1944) är baserad på denna turné, men filmen förkastades av Hollywood som betraktade den som "egenkärlek". 
Carole Landis, som var gift fyra gånger, påträffades död i juni 1948, endast 29 år gammal. Dödsorsaken var en överdos sömntabletter, som hon tagit på grund av hjärtesorg efter en kärleksaffär med skådespelaren Rex Harrison som vid denna tid var gift med Lilli Palmer. Landis själv var också gift när hon hade förhållandet med Harrison.

## Filmografi i urval
- 1938 – Blondes at Work
- 1940 – En försvunnen värld
- 1940 – Ombytta roller
- 1941 – En förbryllande natt
- 1941 – En studie i brott
- 1941 – Swingflickan
- 1941 – Cadet Girl
- 1941 – Semester i Miami
- 1941 – Cirkus i sta'n
- 1942 – Orkesterfruar
- 1942 – Vackra Sally
- 1944 – Four Jills in a Jeep
- 1946 – En skandal i Paris
- 1946 – Behind Green Lights